# IN MY WORLD
「IN MY WORLD」（イン・マイ・ワールド）は、ROOKiEZ is PUNK'Dの4枚目のシングル。2011年8月24日にDefSTAR RECORDSから発売された。

## 概要
前作「Song for...」以来、約5ヶ月半ぶりのシングル。表題曲は、アニメ『青の祓魔師』オープニングテーマとして起用された。期間生産限定盤には、同作の登場人物、奥村燐（CV:岡本信彦）、奥村雪男（CV:福山潤）とコラボレーションした、「IN MY WORLD -青の炎 EDITION-」が追加で収録されている。
今作は、オリコンウィークリーチャートで初登場13位を獲得。同グループがオリコンTOP20入りしたのは「コンプリケイション」以来2枚目となった。
キャッチコピーは、『絆、仲間。運命を壊してまでも守りたかった…』。

## 収録内容

### 初回生産限定盤・通常盤
- 初回仕様限定盤には『青の祓魔師』アニメ絵柄ワイドキャップ・ステッカー付き

| 全作詞: SHiNNOSUKE、全作曲: ROOKiEZ is PUNK'D。 |                                                                             |            |                   |                           |      |
| #                                               | タイトル                                                                    | 作詞       | 作曲・編曲        | 編曲                      | 時間 |
| 1.                                              | 「IN MY WORLD」(TBS・MBS系テレビアニメ『青の祓魔師』後期オープニングテーマ) | SHiNNOSUKE | ROOKiEZ is PUNK'D | ROOKiEZ is PUNK'D & akkin | 3:24 |
| 2.                                              | 「D×H×C×T」                                                                 | SHiNNOSUKE | ROOKiEZ is PUNK'D | ROOKiEZ is PUNK'D         | 3:34 |
| 3.                                              | 「IN MY WORLD -INSTRUMENTAL-」                                              | SHiNNOSUKE | ROOKiEZ is PUNK'D |                           | 3:24 |
| 4.                                              | 「D×H×C×T -INSTRUMENTAL-」                                                  | SHiNNOSUKE | ROOKiEZ is PUNK'D |                           | 3:34 |
| 合計時間:                                       | 合計時間:                                                                   | 合計時間:  | 13:56             |                           |      |

### 期間生産限定版
| #         | タイトル                               | 作詞  | 作曲・編曲 | 時間 |
| --------- | -------------------------------------- | ----- | ---------- | ---- |
| 1.        | 「IN MY WORLD」                        |       |            | 3:24 |
| 2.        | 「D×H×C×T」                            |       |            | 3:34 |
| 3.        | 「IN MY WORLD -青の炎 EDITION-」       |       |            | 3:44 |
| 4.        | 「IN MY WORLD -TV SIZE OPENING VER.-」 |       |            | 1:31 |
| 5.        | 「IN MY WORLD -INSTRUMENTAL-」         |       |            | 3:24 |
| 6.        | 「D×H×C×T -INSTRUMENTAL-」             |       |            | 3:34 |
| 合計時間: | 合計時間:                              | 19:11 |            |      |

## カバー
IN MY WORLD
- GYROAXIA - 配信限定シングル「IGNITION」（2020年9月12日発売）にアコースティックバージョンとして収録。